# La Vita Nuova
La Vita Nuova è il settimo album in studio della cantautrice statunitense Maria McKee pubblicato il 13 marzo 2020 con l'etichetta Fire Records.
La Vita Nuova ha ricevuto recensioni generalmente favorevoli da parte della critica. In Metacritic, che assegna una valutazione media ponderata su 100 alle recensioni delle pubblicazioni, ha ricevuto un punteggio medio di 80, sulla base di 7 recensioni.

## Tracce
1. Effigy of Salt – 4:08
2. Page of Cups – 3:40
3. Let Me Forget – 4:22
4. I Should Have Looked Away – 3:34
5. Right Down to the Heart of London – 6:48
6. La Vita Nuova – 3:46
7. Little Beast – 3:04
8. Courage – 7:21
9. Ceann Bró – 4:38
10. The Last Boy – 4:49
11. I Never Asked – 5:06
12. I Just Want to Know If You're Alright – 3:59
13. Weatherspace – 3:41
14. However Worn – 5:23